# Comuna Skrahlivka, Berdîciv
Skrahlivka (în ucraineană Скраглівська сільська рада) este o comună în raionul Berdîciv, regiunea Jîtomîr, Ucraina, formată din satele Pidhorodne și Skrahlivka (reședința).

## Demografie
Componența lingvistică a satului Skrahlivka
     Ucraineană (99,01%)
     Alte limbi (0,98%)
Conform recensământului din 2001, majoritatea populației satului Skrahlivka era vorbitoare de ucraineană (99,01%), existând în minoritate și vorbitori de alte limbi.